# Tyshawn Taylor
Tyshawn Taylor, né le 12 avril 1990, à Hoboken, dans le New Jersey, est un joueur américain de basket-ball. Il évolue au poste d'arrière.

## Biographie
En juillet 2009, Taylor remporte le Championnat du monde des 19 ans et moins avec les États-Unis. Il fait partie de l'équipe type de la compétition avec le MVP croate Mario Delaš et son compatriote Toni Prostran, l'Américain Gordon Hayward et le Grec Níkos Pappás.
Taylor est choisi en 41e position lors de la Draft 2012 de la NBA par les Trail Blazers de Portland. Il est aussitôt envoyé au Nets de Brooklyn avec lesquels il signe un contrat. Lors de ses deux saisons, il joue peu et passe du temps en NBDL au Armor de Springfield. En janvier 2014, il est envoyé aux Pelicans de La Nouvelle-Orléans contre les droits sur Edin Bavčić. Taylor est licencié avant de jouer un match avec les Pelicans et signe au Red Claws du Maine, en NBDL. Il rejoint en février 2014 l'Atléticos de San Germán, un club portoricain.